# HERO (série télévisée, 2001)
Pour les articles homonymes, voir Hero.
HERO est un drama japonais en 23 épisodes de 54 minutes diffusés du 8 janvier au 3 mars 2001, suivi d'un épisode spécial en 2006 et un film sorti l'année suivante, puis une deuxième saison diffusée du 14 juillet au 22 septembre 2014 sur Fuji Television.
Cette série est inédite dans tous les pays francophones.

## Concepts
Les concepts de ce drama sont « C’est impossible en réalité mais c’est intéressant » et « Penser à comment on devrait être en tant qu'être humain et comment il faut vivre ».

## Synopsis
Kouhei Kuryu est un procureur peu conventionnel qui porte toujours un T-shirt et un jean. Il poursuit à fond les crimes jusqu’au moment où il est satisfait du résultat, même s'il s'agit d'un crime mineur. Au début, ses collègues ne le comprennent pas et gardent leurs distances. Mais petit à petit, ils sont influencés par l’attitude de Kuryu qui aborde de front tous les crimes et ils commencent à changer d'avis et d'attitude.

## Les personnages

### Le premier rôle
Kouhei Kuryu (久利生公平) (Takuya Kimura) : Procureur de la section locale Jousai. Il a été arrêté par la police à la place de son ami quand il était adolescent, mais a pu s'en sortir grâce un procureur qui l’a beaucoup aidé ce dont il resté admiratif. C’est pourquoi il a décidé de devenir lui-même procureur. Il recherche les crimes avec des moyens très originaux. Il ne change jamais d'attitude ou de méthodes de recherche même si le suspect est un personnage important comme une grande figure politique. Sa conviction est que « Les procureurs doivent faire apercevoir aux agresseurs la gravité de leurs crimes et aux suspects la tristesse des victimes ». Il porte toujours un T-shirt et un jean. Même quand il assiste à un procès, il ne porte qu’une veste. De plus, il met souvent son insigne de procureur dans la poche de son jean. Ses hobby sont faire du téléshopping, aller voir le foot, la musculation et la pêche. Il travaille successivement au fil des saisons dans les sections locales d'Aomori, Hokkaido, Yamaguchi (Film).

### Saison 1[1]
- Maiko Amamiya (雨宮舞子) (Takako Matsu) : Fonctionnaire administrative de la section locale Jousai et adjointe de Kuryu. Son rêve est de passer le concours national et devenir vice-procureur. Elle est sincère dans son travail, mais elle est trop sérieuse. Au début, elle ne comprenait rien du tout à Kuryu mais elle commence à avoir de la sympathie pour lui et à être influencée par lui en travaillant avec lui.
- Misuzu Nakamura (中村美鈴) (Nene Otsuka) : Procureur de la section locale Jousai. Elle est belle et intelligente, mais elle est dure. Ses interrogatoires sont souvent sévères. Elle entretient une relation adultère avec son collège, Shibayama, mais il ne divorce pas de sa femme ce qui commence à la dégouter. Dans la saison 2, elle devient procureur d'une autre section locale et elle se marie avec un homme riche.
- Mitsugu Shibayama (芝山貢) (Hiroshi Abe) : Procureur de la section locale Jousai. Il voulait devenir avocat, mais il a changé d'avis grâce à Kuryu. Il entretient une relation adultère avec Nakamura. Il est en train de discuter avec sa femme de divorce mais, comme il est un papa gâteau, il ne veut pas quitter sa fille.
- Tatsuo Egami (江上達夫) (Masanobu Katsumura) : Procureur de la section locale Jousai. Ses collègues le flattent en disant qu'il est l’as de la section, mais ils profitent de lui au maximum. Il a été élevé dans le luxe et est très fier. Il aime Amamiya, mais elle ne s’en aperçoit pas du tout. Dans la saison 2, il devient procureur de section spéciale.
- Kenji Endo (遠藤賢司) (Norito Yashima (en)) : Fonctionnaire administratif de la section locale Jousai et il est adjoint de Shibayama. Il aime beaucoup collecter des rumeurs et il est loquace, donc Shibayama profite de lui pour collecter des informations. Son hobby est de draguer les filles. Dans la saison 2, il devient fonctionnaire administratif de la section locale Jousai.
- Takayuki Suetsugu (末次隆之) (Fumiyo Kohinata) : Fonctionnaire administratif de la section locale Jousai et il est adjoint d’Egami. Son travail est bien estimé par ses collègues mais, dans la vie privée, il a divorcé et la tristesse ne le quitte pas. De temps en temps, Egami lui donne du travail absurde. Son hobby est la danse de salon. Dans la saison 2, il devient fonctionnaire administratif de la section locale Jousai.
- Yutaka Ushimaru (牛丸豊) (Takuzou Kakuno) : Procureur en chef de la section locale Jousai. Il a constamment des soucis parce qu’il n’y a que des originaux parmi les procureurs de sa section, mais c'est un homme de cœur donc il les protège le mieux possible. Dans la saison 2, il devient vice-procureur général.
- Toshimitsu Nabeshima (鍋島利光) (Kiyoshi Kodama (en)) : Vice-procureur général. Il est flegmatique. Il connait Kuryu depuis longtemps et il le suit attentivement; il espère beaucoup de lui.

### Saison 2[2]
- Chilka Assagi (麻木千佳) (Keizo Kanagawa) : Fonctionnaire administrative de la section locale Jouai et l'adjointe de Kuryu. Elle a confiane en elle comme fonctionnaire administrative. Elle a choisi ce métier parce qu’il est stable. Donc elle décide de ne pas avoir de sentiment pour les suspects ou les victimes. Mais l’attitude de Kuryu l’influence et elle change son avis sur son métier.
- Reiko Baba (馬場礼子) (Yō Yoshida) : Procureure de la section locale Jouai. Ses interrogatoires sont très sévères parce qu’elle pense que la tâche des procureures est donner des punitions aux gens qui perpètrent des crimes. Elle pense que Kuryu est un jeunot. Elle s’est mariée quand elle avait 29 ans mais ce mariage n'a duré que 3 ans, donc elle est célibataire maintenant.
- Masashi Tamura (田村雅史) (Tetta Sugimoto (en)) : Procureur de la section locale Jouai. Il travaille déjà depuis 20 ans comme procureur, et souhaite maintenant réussir à être promu. Il était dans une section spéciale il y a longtemps et il veut y revenir un jour. Il s’est marié avec la fille de son supérieur pour avoir de l’avancement.
- Syuji Ido (井戸秀二) (Bokuzō Masana (en)) : Fonctionnaire administratif de la section locale Jouai, et l'adjoint de Baba. Il était gardien de cette section locale avant, mais, il y a 4 ans, il a passé le concours national, et il est devenu fonctionnaire administratif. Il a une femme qui a 14 ans de moins que lui.
- Daisuke Uno (宇野大介) (Gaku Hamada (en)): Procureur de la section locale Jouai. Il est sorti de l’université de Tokyo. Il pense que les procureurs sont les forteresses de la justice sociale et donc des élites dans la société. Il a de l’aversion pour cette section locale parce qu’il n’y a que des petits crimes. Il aime Assagi et il voudrait qu’elle soit son adjointe un jour.
- Kenzaburou Kawajiri (川尻健三郎) (Yutaka Matsushige) : Directeur procureur de la section locale Jouai. Il pense que les procureurs sont le soutien de la justice sociale et il a des convictions très fortes. Il est un peu âgé, donc, de temps en temps, il ne comprend pas les idées de Kuryu ou d'Uno. Cependant comme il les respecte, il essaie de les comprendre. Il est marié et il a un fils. Son hobby est les bonsaï.

### Épisode spécial
- Tamotsu Tsugaru (津軽保) (Shinichi Tsutsumi (en)): Fonctionnaire administratif de la section locale Nijigaura, l’adjoint de Kuryu. Son travail est toujours impeccable, mais il est taciturne et bourru, et ses collègues le considèrent comme un original. Il a du mal à comprendre l’attitude de Kuryu au début, mais y parvient peu à peu.
- Ririko Izumiya (泉谷りり子) (Haruka Ayase) : Procureure de la section locale Nijigaura. Elle est devenue procureur pour punir les mauvaises personnes. Avant, elle voulait travailler à Tokyo pour s'occuper des crimes les plus graves, mais elle a changé d'avis grâce à Kuryu.
- Akihiko Takita (滝田明彦) (Kiichi Nakai): Directeur de l’entreprise Kamoi Sangyou, il est énormément respecté des habitants de Nijigaura. Mais Kuryu le considère comme suspect de meurtre. Sa femme est morte il y a 10 ans. Dans le film, il est dans la clinique de la prison.

### Le film(en)[3]
- Kazuomi Gamou (蒲生一臣) (Matsumoto Kōshirō IX) : Un avocat très célèbre, réputé pour gagner le plus de procès du Japon. Avant de devenir avocat, il était procureur et il travaillait avec Nabeshima. Il est chargé de la défense d’Umebayashi afin de cacher la corruption du député Hanaoka.
- Keisuke Umebayashi (梅林圭介) (Kazuki Namioka) : Suspect de voie de fait avec coups et blessures entraînant la mort ; Kuryu doit se charger de lui. Il a reconnu son crime une fois mais le nie ensuite devant la justice pour devenir le témoin à décharge de Hanaoka, suivant les instructions de Gamou.
- Renzaburou Hanaoka (花岡練三郎) (Kazuyoshi Morita) : Député qui vient de Yamaguchi. La section spéciale du parquet le soupçonne de corruption. Donc il souhaite qu’Umebayashi devienne son témoin pour lui apporter un alibi.
- Min Woo Kang (Lee Byung-hun) : Procureur d’élite de Corée du Sud. Kuryu lui a demandé sa collaboration afin de retrouver la voiture d’Umebayashi, exportée illégalement en Corée du Sud.
- Hyun Woo Kim (Do Bing Beak) : Fonctionnaire de l'administration de Corée du Sud et l’adjoint de Kang. Il aide comme traducteur Kuryu quand il vient en Corée rechercher la voiture d’Umabayashi. Il est la seule personne qui peut parler japonais parmi ses collègues.
- Yusaku Mayuzumi (黛雄作) (Teruyuki Kagawa) : Procureur de la section spéciale. Il rejoint Kuryu pour enquêter sur la corruption de Hanaoka.

## Liste des épisodes

### Première saison (2001)
1. La rencontre la pire
2. Les deux personnes qui ne peuvent pas rentrer
3. Le crime qui s’appelle l’amour
4. Ce que j’ai appris de lui
5. La nuit qu’ils passent à deux
6. Ce qui est le plus précieux pour elle
7. Je suis content de te rencontrer
8. La femme qui connait le passé
9. Je suis toujours à tes côtés
10. Le pressentiment de séparation
11. La dernière affaire

### Deuxième saison (2014)
1. Le commencement de la nouvelle légende de Kuryu
2. Le mensonge et l’énigme de deux satyres
3. Le procureur qui ne demande jamais pardon
4. Je te protège
5. Le procureur ogre et la fille qui connait le secret
6. La soirée terrible
7. Le voyage d’affaires, d’amour et de haine pour Atami
8. Les ténèbres de la comparution volontaire à la place
9. La dernière affaire pour la section locale Jouai
10. La bataille acharnée en équipe
11. Le dernier combat décisif pour la justice

## Musique

### ED de la saison 1
Hikaru Utada, Can You Keep a Secret?

### Musique de film[4]
- « HERO » le titre principal
- Le thème de Kuryu
- L’œuvre de toute sa vie
- Le temps passe
- La nouvelle bizarre
- Le paysage du tribunal
- L’interrogatoire
- La lumière et l’ombre
- Un T-shirt et une tache de café
- Une nuit curieuse
- L’action
- Le petit rêve
- Il est le HERO
- Urgent
- La distance entre deux personnes
- Le raisonnement

## Audience[5]

### Audience maximum
- Saison 1 : 36,8 % (26 février 2001 / 19 mars 2001)
- Saison 2 : 26,5 % (14 juillet 2014)

### Audience moyenne
- Saison 1 : 34,3 %
- Saison 2 : 20,9 %

## Produits dérivés
- Les DVD (saison 1, saison 2, spécial, film)
- Les livres (saison 1, saison 2)
- Le calepin (saison 1, film)
- L’autocollant pour téléphone portable (film)
- Le stylo (film)
- La courroie (saison 2, film)
- Le pince-notes (film)
- L’éventail (film)
- le ZIPPO (film)
- Le classeur (saison 2, film)
- La serviette (saison 2, film)
- T-shirt (film)
- Les gâteaux (saison 2)
- Le badge (saison 2)
- L’aimant (saison 2)

## Influences

### Vêtements
Lors de la diffusion de la saison 1, la veste en duvet marron que Kuryu porte constamment dans ce drama est devenue tellement à la mode qu'elle était épuisée partout. Lors de la diffusion de la saison 2, ce sont les T-shirts, les jeans et les chaussures que Kuryu portait qui sont devenus à la mode, suscitant de nombreuses demandes d'information à leur sujet, jusqu'à ce qu'ils soient indisponibles partout.

### Collaborations
Le ministère de l’éducation a choisi de s'associer avec ce drama, car les concepts du drama s'allient bien avec celui de l’éducation morale. L’affiche de HERO à laquelle on avait ajouté le slogan « penser à comment on devrait être en tant qu'être humain et comment il faut vivre » a été utilisée. Elle a été distribuée aux écoles primaires et collèges de tout le pays. Plusieurs écoles ont aussi invité des acteurs de HERO et organisé des événements pour discuter de la morale tout en regardant ce drama.